# Antoon Viaene
Antoon Viaene (Kortrijk, 8 juli 1900 – Brugge, 10 augustus 1979) was een Belgisch rooms-katholieke priester en historicus.

## Levensloop
Antoon Viaene was de zoon van Albert Viaene (1865-1941), aannemer van schilderwerken en van Pharaïlde Doornaert. In 1919 maakte hij aan het Sint-Amandscollege in Kortrijk als primus in de retorica de middelbare school af. Hij studeerde vervolgens aan het seminarie in Roeselare en in Brugge en behaalde een kandidatuur geschiedenis aan de Katholieke Universiteit Leuven. Na zijn priesterwijding in 1925 werd hij leraar, eerst van de tweede middelbare klas, vervolgens van de poësis in het Sint-Lodewijkscollege in Brugge (1926-1946). Vervolgens was hij aalmoezenier in het Rijksopvoedingsgesticht voor meisjes (1947-1968).
Zijn levenswerk volbracht hij als hoofdredacteur (1929 tot aan zijn dood) van het Tijdschrift Biekorf, in opvolging van Lodewijk De Wolf. Hij werd in 1928 ook bestuurslid van het Genootschap voor Geschiedenis te Brugge, en werd er in opvolging van Kamiel Callewaert voorzitter van (1943 tot aan zijn dood).
Viaene was conservator van het Guido Gezellemuseum (in opvolging van Paul Allossery). In 1961 werd hij voorzitter van het Guido Gezellegenootschap en bleef dit tot aan zijn dood. Hij was de vernieuwer van de Heilig Bloedprocessie, ontwerper van de eenmalige stoet 'Brugge oud en nieuw' (1972) en scenarioschrijver en ontwerper van de vijfjaarlijkse Gouden Boomstoet (1958) en van het eenmalige Groot Toernooi van Brugge (1974).
Van 1940 tot 1946 dirigeerde hij bij De Kinkhoren, Nederlandstalige afdeling van de uitgeverij Desclée de Brouwer een collectie onder de algemene naam Heiligen van onzen tijd. Hierin verschenen:
- Rembert van Torhout door Gerard Meersseman, o.p.
- Norbert van Gennep door Emiel Valvekens, o.praem.
- Godelieve van Gistel door Michiel English
- Servaas van Maastricht door Frans van Oldenburg-Ermke, ps. van Frans Brunklaus
- Bavo door R. Podevyn o.s.b.
- Karel de Goede door Antoon Viaene
- Harlindis en Relindis door Hilarion Thans o.f.m.
- Idesbald door Jan De Cuyper
- Lambertus door Marie Koenen
- Lidwina van Schiedam door Bernard Verhoeven
- Lutgarde door Albert Van Roy o. s. b.
- Juliana van Cornillon door Joseph Coenen

## Publicaties
- Napoleon en Marie-Louise te Brugge, Brugge, 1958.
- Leprozen en leprozerijen in het oude graafschap Vlaanderen, Brugge, 1962.
- Veelnamig Vlaanderen, Brugge, 1973
- Vlaamse pelgrimstochten, Brugge, 1982.

Volledige bibliografie van Antoon Viaene, onder meer van zijn bijna ontelbaar aantal bijdragen in Biekorf, in:
- Album Antoon Viaene, Brugge, 1970, blz. 19-60.
- Bibliografie van  Antoon Viaene 1970-1979, Brugge, 1979, in: Biekorf, blz. 261-278.